# Agonisme (politiek)
Agonisme (Oudgrieks: ἀγών, agon, "strijd" of "worsteling") is een politieke theorie die de positieve aspecten van bepaalde (maar niet alle) vormen van politiek conflict benadrukt. Voor deze rede zijn agonisten vooral bezig met de vraag hoe democratie eruit zou moeten zien. Deze traditie staat ook soms bekend als agonistisch pluralisme.

## Agonisme en andere tradities in het politiek denken
Agonisme staat in tegenstelling tot het Marxistisch politiek denken dat vaak bekend staat als materialisme. Karl Marx zou het eens zijn geweest met de agonisten dat samenlevingen altijd zijn gebouwd op conflicten. Zo schreef hij in het Communistisch manifest (1848) dat de geschiedenis van alle bestaande maatschappijen benadrukt dat men altijd heeft geleefd in een geschiedenis van strijd. Hij benadrukte dat de oorzaken van conflict een onontkoombaar deel is van de huidige kapitalistische maatschappij. In tegenstelling tot de agonisten ging Marx er echter vanuit dat de geschiedenis uiteindelijk zou uitlopen tot een klassenstrijd die voor de destructie van het kapitalisme zou zorgen, om vervolgens dit systeem te vervangen met een harmonieuze maatschappij. Die toekomstige maatschappij staat centraal in zijn definitie van communisme. Vooral gedurende de jaren 60 en 70 van de twintigste eeuw volgden veel Europeanen en Amerikanen, ook in de academische wereld, een min of meer Marxistische analyse van de moderne politiek. Sindsdien zijn er echter steeds meer academici die deze "materialistische kijk op de geschiedenis" verwerpen en dat er niet genoeg reden is om te hopen dat de geschiedenis leidt naar een harmonieuze samenleving. Twee van de bekendere academici die hun theorie hebben gebaseerd op deze verwerping van het materialistisch denken zijn Chantal Mouffe en Ernesto Laclau. Zij worden om die reden vaak ook gelabeld als postmarxisten.
Chantal Mouffe stelt dat zij het concept van agonistisch pluralisme gebruikt om een nieuwe manier van denken rondom democratie te presenteren, dat zich niet alleen onderscheidt van het materialistisch idee dat de geschiedenis uiteindelijk zal leiden tot een conflictloze maatschappij, maar zich ook onderscheidt van de traditionele liberale conceptie van democratie als een systeem dat in het midden de onderhandelingen van belangen zet. Ook onderscheidt haar idee van agonistisch pluralisme van modellen die zijn ontwikkeld door Jürgen Habermas en John Rawls. Hoewel de twee laatstgenoemden op verschillende vlaktes van elkaar verschillen, delen ze het idee dat het doel van een democratische maatschappij is om consensus te creëren en dat consensus mogelijk is als mensen zich distantiëren van hun eigen belangen en denken als rationele wezens. Mouffe stelt dat, hoewel we inderdaad het liefst een einde zouden willen maken aan conflicten, we altijd ruimte moeten geven voor de mogelijkheid van conflict en een arena moeten creëren waarin verschillen met elkaar geconfronteerd moeten worden, als we mensen daadwerkelijk (politieke) vrijheid willen geven. Het democratisch proces, in haar woorden, is datgene dat deze arena moet verschaffen.

## Agonisme, niet antagonisme
Agonisme is niet simpelweg de positieve variant van antagonisme. Volgens de politieke theorist Samuel Chambers is agonisme geworteld in een diep respect en bezorgdheid voor elkaar. Vanuit dit perspectief refereert Chambers naar de etymologie van het concept, dat teruggaat naar het Griekse woord agon, wat volgens hem in eerste instantie refereerde naar atletiekwedstrijden in de Oude-Griekse tijd. Die wedstrijden, zo stelt hij, gingen niet alleen maar over winnen en verliezen maar benadrukte ook het belang van de strijd an sich - een strijd die niet kan bestaan zonder het bestaan van een opponent. Het winnen van een wedstrijd tegen een slechte tegenstander is niet voor niets een minder grote zege dan het winnen van een goede tegenstander. Chambers concludeert hieruit dat een agonistische discourse daarom niet alleen is gebaseerd op conflict maar ook op de wederzijdse bewondering tussen deelnemers.
Politiek feminist en filosoof Bonnie Honig schrijft dat het agonistisch denken is gebaseerd op de erkenning dat de wereld altijd bestaat uit constante concurrentie en op het belang dat men de dimensie van deze strijd moet identificeren. Haar filosofie is grotendeels gebaseerd op het denken van Hannah Arendt en Nietzsche, door te benadrukken dat iedere politiek buitenstaanders creëert en dat geen enkele politiek recht kan doen voor alle mensen. Honig erkent dat politiek zich, aan de andere kant, bezighoudt met het creëren van stabiliteit en orde. Toch benadrukt ze dat politiek uiteindelijk niet kan worden begrepen als een simpele zoektocht naar consensus, of pure strijd, maar als iets dat zich baseert op beide aspecten.
William E. Connolly staat aan de geboortewieg van het agonistisch politiek denken. Hij promoot de mogelijkheid van een "agonistische democratie", waarover hij zegt dat deze vorm van democratie ruimte geeft aan verschillende aspecten van politieke strijd. Connolly stelt voor om een positieve ethos rondom verbintenis (of "engagement") te creëren, die gebruikt kan worden voor debat rondom politieke verschillen. In die zin is agonisme gebaseerd op strijd, maar wel in een politieke ruimte waarin de discours is gebaseerd op wederzijds respect en een verwerping van geweld. In tegenstelling tot tolerantie, motiveert agonistisch respect de politieke strijd rondom betekenis en macht. In tegenstelling tot antagonisme, toont agonisme respect voor elkaar omdat agonisme toegeeft dat zelfs de diepste verbintenissen van een mens deel kunnen worden van een strijd. Vanuit Connolly's perspectief is agonisme dus niet de naam van een bepaalde vorm van democratie, maar is het een praktijk binnen een democratisch engagement dat neigingen tot autoritaire identiteiten en onbeweeglijke universele principes destabiliseert. Connolly's denken kan daarom als kritiek beschouwd worden tegen John Rawls' theorie van rechtvaardigheid en Jürgen Habermas' theorie van deliberatieve democratie.